# Amauropelma trueloves
Amauropelma trueloves là một loài nhện trong họ Ctenidae.
Loài này thuộc chi Amauropelma. Amauropelma trueloves được miêu tả năm 2001 bởi Raven & Stumkat.